# Nemeritis caudatula
Nemeritis caudatula là một loài tò vò trong họ Ichneumonidae.